# Lacanobia diniensis
Lacanobia diniensis är en fjärilsart som beskrevs av Heinrich 1938. Lacanobia diniensis ingår i släktet Lacanobia och familjen nattflyn. Inga underarter finns listade i Catalogue of Life.